# U Rozvařilů

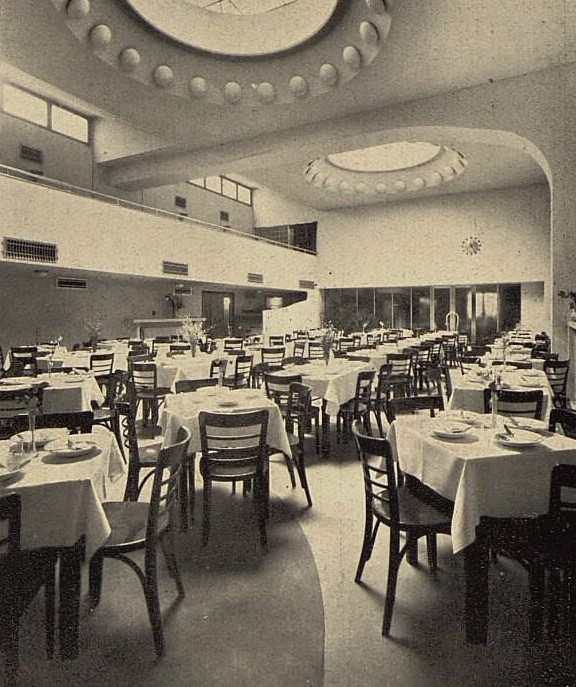
Restaurace „U Rozvařilů“ (1939)

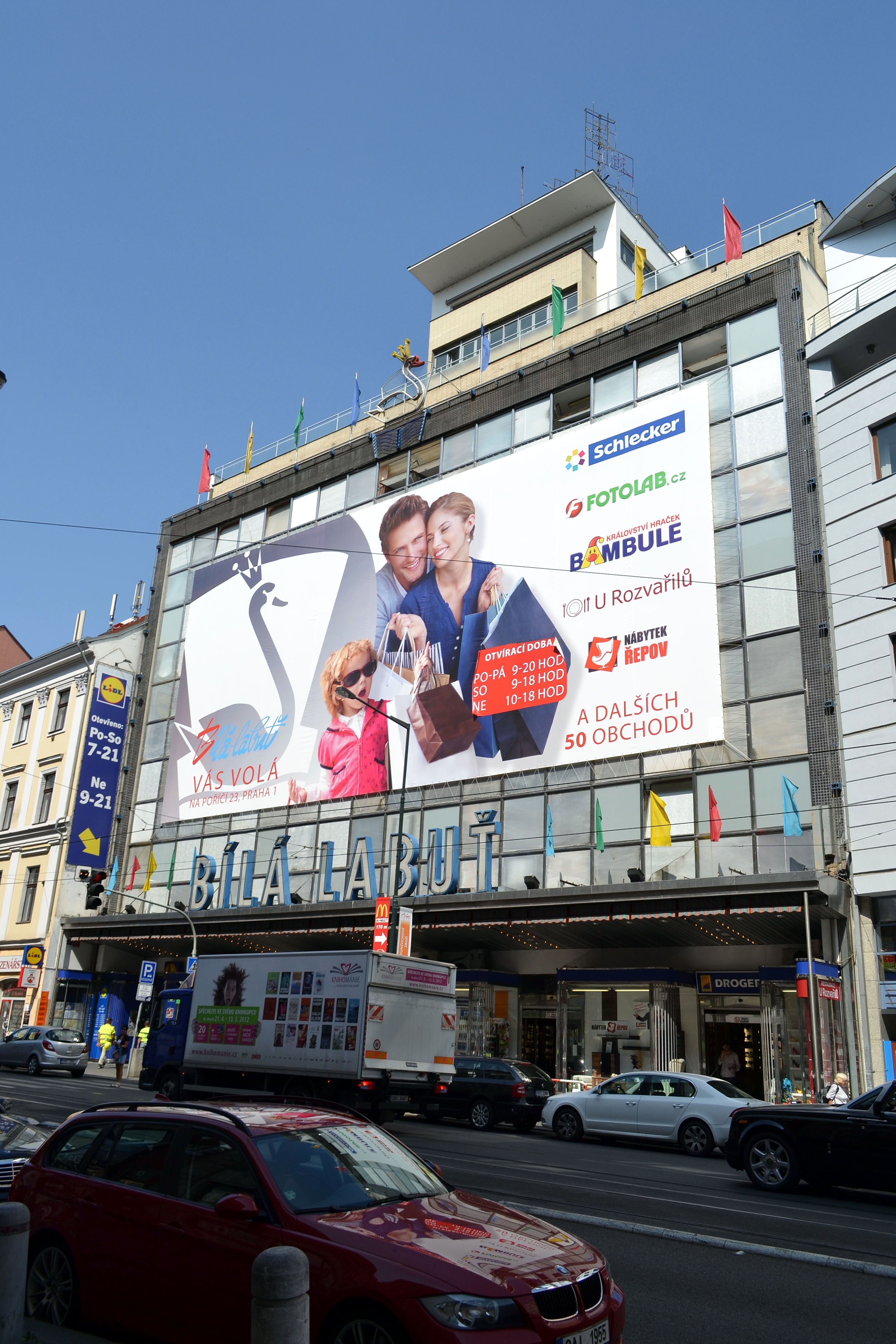
V letech 2008–2014 restaurace sídlila v obchodním domě Bílá labuť

U Rozvařilů byla pražská restaurace a jídelna s tradicí již od středověku, uzavřená na podzim roku 2024.

## Historie
Název „U Rozvařilů“ nesl od 15. století pivovar. Před první světovou válkou zde vznikl sál pro 400 diváků a proslavil se vystupováním lidových kabaretů. Svou kariéru zde např. začínal Eduard Vojan. V roce 1936 objekt zakoupila a nechala zbourat sousedící Legiobanka, která zde vystavěla moderní palác.
Prvorepubliková restaurace vznikla v tehdy novém objektu a sídlila na nároží pasáže v ulici Na Poříčí 26. Ve stejném průchodu působilo také Divadlo E. F. Buriana (od přelomu 20. a 21. století Divadlo Archa). V restauraci udržující si tradici zájezdního hostince byl ve dvacátých letech 20. století v provozu také kabaret a šantán. Na konci 80. let téhož století měl podnik formu samoobslužné restaurace, bufetu a vinárny o kapacitě 50 návštěvníků. Zájemci mohli též využít drůbežího grilu. Prostory bufetu prošly roku 1993 rekonstrukcí a i nadále fungovaly tácovým systémem (jídlo si strávník dává na svůj tác, následně jej u pokladny zaplatí a pak odnese ke stolu, kde je zkonzumuje).

### U Rozvařilů v netradičních prostorách
Počátkem roku 2008 musel podnik své původní prostory opustit, neboť je majitel objektu plánoval pronajmout jiným obchodníkům a zřídil zde i kavárnu. Nové prostory našel provozovatel restaurace přes ulici v objektu obchodního domu Bílá labuť. Počátkem roku 2015 však na sebe podal provozovatel restaurace návrh na konkurz, neboť dlužil 6,85 milionu korun, ale účetní hodnota majetku společnosti nedosahovala ani 250 tisíc korun. K ukončení provozu jídelny však nedošlo, neboť obchodní značku, zaměstnance i provozovnu od původního majitele v insolvenci zakoupila společnost Kappa Asset a restauraci provozovala i nadále.
Restaurace byla uzavřena k 31. říjnu 2024.